# Duda (voetballer)
Sérgio Paulo Barbosa Valente (Porto, 27 juni 1980) – alias Duda – is een Portugees voormalig voetballer die doorgaans speelde als middenvelder. Tussen 1999 en 2017 speelde hij voor Cádiz, Málaga, Levante, Sevilla en opnieuw Málaga. Duda maakte in 2007 zijn debuut in het Portugees voetbalelftal, waarin hij in drie jaar tijd achttien wedstrijden speelde met daarin één treffer.

## Clubcarrière
Duda doorliep de jeugdopleiding bij Vitória Guimarães, maar voordat hij ook maar één enkel duel had gespeeld voor de Portugezen, werd hij al verkocht aan Cádiz. Na twee goede seizoenen daar vertrok de middenvelder naar Málaga, waar hij vooral na zijn uitleenbeurt aan Levante erg belangrijk was voor het eerste elftal. Na de degradatie in 2006 besloot de Portugees echter te vertrekken naar buurman Sevilla. Aanvankelijk duelleerde Duda met Antonio Puerta om een plek, maar na het overlijden van die laatste werd Duda vaste back-up voor Diego Capel. In augustus 2008 werd de middenvelder, die meer aan speeltijd toe wilde komen, verhuurd aan zijn oude werkgever, Málaga. Daar werd hij een vaste waarde aan de linkerkant, met landgenoot Eliseu die vaak vast aan de overkant stond. Een jaar later besloot Duda ook definitief de overstap te maken naar Málaga, waar hij een vierjarige verbintenis ondertekende. Op 1 juli 2013 verlengde de toen drieëndertigjarige middenvelder zijn contract met een verdere twee jaar. Ook werd er een optie voor één extra seizoen aan toegevoegd. In de zomer van 2017 besloot Duda een punt te zetten achter zijn loopbaan als actief voetballer. Hierop besloot hij wel terug te keren bij Málaga, waar hij aan de slag ging als hoofd van de jeugdopleiding.

## Clubstatistieken
| Seizoen     | Club         | Competitie  | Competitie | Competitie | Competitie | Beker | Beker | Beker | Internationaal | Internationaal | Internationaal | Totaal | Totaal | Totaal |
| Seizoen     | Club         | Competitie  | Wed.       | Dlp.       | Ass.       | Wed.  | Dlp.  | Ass.  | Wed.           | Dlp.           | Ass.           | Wed.   | Dlp.   | Ass.   |
| ----------- | ------------ | ----------- | ---------- | ---------- | ---------- | ----- | ----- | ----- | -------------- | -------------- | -------------- | ------ | ------ | ------ |
| 2001/02     | FC Málaga    | La Liga     | 9          | 1          | 0          | 0     | 0     | 0     | —              | —              | —              | 9      | 1      | 0      |
| 2002/03     | FC Málaga    | La Liga     | 0          | 0          | 0          | 0     | 0     | 0     | 2              | 0              | 0              | 2      | 0      | 0      |
| Club Totaal | Club Totaal  | Club Totaal | 9          | 1          | 0          | 0     | 0     | 0     | 2              | 0              | 0              | 11     | 1      | 0      |
| 2002/03     | → UD Levante | La Liga 2   | 4          | 1          | 0          | 0     | 0     | 0     | —              | —              | —              | 4      | 1      | 0      |
| Club Totaal | Club Totaal  | Club Totaal | 4          | 1          | 0          | 0     | 0     | 0     | 0              | 0              | 0              | 4      | 1      | 0      |
| 2003/04     | FC Málaga    | La Liga     | 35         | 4          | 0          | 0     | 0     | 0     | —              | —              | —              | 35     | 4      | 0      |
| 2004/05     | FC Málaga    | La Liga     | 35         | 4          | 1          | 1     | 0     | 0     | —              | —              | —              | 36     | 4      | 1      |
| 2005/06     | FC Málaga    | La Liga     | 14         | 4          | 0          | 0     | 0     | 0     | —              | —              | —              | 14     | 4      | 0      |
| Club Totaal | Club Totaal  | Club Totaal | 93         | 13         | 1          | 1     | 0     | 0     | 2              | 0              | 0              | 96     | 13     | 1      |
| 2006/07     | Sevilla FC   | La Liga     | 11         | 0          | 0          | 3     | 1     | 1     | 7              | 1              | 1              | 21     | 2      | 2      |
| 2007/08     | Sevilla FC   | La Liga     | 17         | 0          | 4          | 3     | 0     | 2     | 4              | 0              | 1              | 24     | 0      | 7      |
| Club Totaal | Club Totaal  | Club Totaal | 28         | 0          | 4          | 6     | 1     | 3     | 11             | 1              | 2              | 45     | 2      | 9      |
| 2008/09     | → FC Málaga  | La Liga     | 35         | 5          | 10         | 1     | 0     | 0     | —              | —              | —              | 36     | 5      | 10     |
| 2009/10     | FC Málaga    | La Liga     | 34         | 8          | 8          | 2     | 0     | 0     | —              | —              | —              | 36     | 8      | 8      |
| 2010/11     | FC Málaga    | La Liga     | 20         | 3          | 8          | 2     | 0     | 0     | —              | —              | —              | 22     | 3      | 8      |
| 2011/12     | FC Málaga    | La Liga     | 25         | 1          | 2          | 1     | 0     | 0     | —              | —              | —              | 26     | 1      | 2      |
| 2012/13     | FC Málaga    | La Liga     | 17         | 0          | 1          | 6     | 1     | 3     | 9              | 2              | 0              | 32     | 3      | 4      |
| 2013/14     | FC Málaga    | La Liga     | 24         | 2          | 5          | 2     | 0     | 0     | —              | —              | —              | 26     | 2      | 5      |
| 2014/15     | FC Málaga    | La Liga     | 25         | 1          | 0          | 1     | 0     | 0     | —              | —              | —              | 26     | 1      | 0      |
| 2015/16     | FC Málaga    | La Liga     | 26         | 1          | 1          | 0     | 0     | 0     | —              | —              | —              | 26     | 1      | 1      |
| 2016/17     | FC Málaga    | La Liga     | 16         | 1          | 2          | 2     | 0     | 0     | —              | —              | —              | 18     | 1      | 2      |
| Club Totaal | Club Totaal  | Club Totaal | 315        | 35         | 38         | 18    | 1     | 3     | 11             | 2              | 0              | 344    | 38     | 41     |
| TOTAAL      | TOTAAL       | TOTAAL      | 347        | 36         | 42         | 24    | 2     | 6     | 22             | 3              | 2              | 393    | 41     | 50     |

## Interlandcarrière
Duda maakte op 2 juli 2007 zijn debuut in het Portugees voetbalelftal, toen met 1–2 gewonnen werd van België. Nani opende in dit duel de score, waarna Marouane Fellaini gelijkmaakte namens de Belgen. Uiteindelijk won Portugal door een treffer van Hélder Postiga. Duda mocht vier minuten voor het einde van de wedstrijd van bondscoach Luiz Felipe Scolari invallen voor Nani. De andere debutant dit duel was José Bosingwa (FC Porto). Op 20 augustus 2008 speelde Duda zijn derde interland, tegen Faeröer. Tijdens deze wedstrijd viel in twintig minuten voor tijd in voor Simão, die in dat duel de 2–0 had gemaakt na de openingstreffer van Carlos Martins. Duda maakte vier minuten voor de tijd de derde en na goals van Bruno Alves en Nani werd het uiteindelijk 5–0. In 2010 nam de nieuwe bondscoach Carlos Queiroz Duda op in zijn selectie voor het WK 2010. Op dit toernooi speelde hij mee tegen Noord-Korea en Brazilië. Uiteindelijk was Spanje te sterk voor Portugal in de achtste finales. Zijn toenmalige teamgenoten Victor Obinna (Nigeria) en Patrick Mtiliga (Denemarken) waren eveneens actief op het toernooi.
| Interlands van Duda voor Portugal | Interlands van Duda voor Portugal | Interlands van Duda voor Portugal | Interlands van Duda voor Portugal | Interlands van Duda voor Portugal | Interlands van Duda voor Portugal | Interlands van Duda voor Portugal |
| №                                 | Datum                             | Wedstrijd                         | Uitslag                           | Competitie                        | Goals                             |                                   |
| Als speler bij Sevilla            | Als speler bij Sevilla            | Als speler bij Sevilla            | Als speler bij Sevilla            | Als speler bij Sevilla            | Als speler bij Sevilla            | Als speler bij Sevilla            |
| --------------------------------- | --------------------------------- | --------------------------------- | --------------------------------- | --------------------------------- | --------------------------------- | --------------------------------- |
| 1                                 | 2 juni 2007                       | België – Portugal                 | 1 – 2                             | EK 2008 kwalificatie              |                                   |                                   |
| 2                                 | 17 juni 2012                      | Koeweit – Portugal                | 1 – 1                             | Vriendschappelijk                 |                                   |                                   |
| Als speler bij Málaga             |                                   |                                   |                                   |                                   |                                   |                                   |
| 3                                 | 20 augustus 2008                  | Portugal – Faeröer                | 5 – 0                             | Vriendschappelijk                 | 86'                               |                                   |
| 4                                 | 11 februari 2009                  | Portugal – Finland                | 1 – 0                             | Vriendschappelijk                 |                                   |                                   |
| 5                                 | 28 maart 2009                     | Portugal – Zweden                 | 0 – 0                             | WK 2010 kwalificatie              |                                   |                                   |
| 6                                 | 6 juni 2009                       | Albanië – Portugal                | 1 – 2                             | WK 2010 kwalificatie              |                                   |                                   |
| 7                                 | 10 juni 2009                      | Estland – Portugal                | 0 – 0                             | Vriendschappelijk                 |                                   |                                   |
| 8                                 | 12 augustus 2009                  | Liechtenstein – Portugal          | 0 – 3                             | Vriendschappelijk                 |                                   |                                   |
| 9                                 | 5 september 2009                  | Denemarken – Portugal             | 1 – 1                             | WK 2010 kwalificatie              |                                   |                                   |
| 10                                | 9 september 2009                  | Hongarije – Portugal              | 0 – 1                             | WK 2010 kwalificatie              |                                   |                                   |
| 11                                | 10 oktober 2009                   | Portugal – Hongarije              | 3 – 0                             | WK 2010 kwalificatie              |                                   |                                   |
| 12                                | 14 november 2009                  | Portugal – Bosnië en Herzegovina  | 1 – 0                             | WK 2010 kwalificatie              |                                   |                                   |
| 13                                | 18 november 2009                  | Bosnië en Herzegovina – Portugal  | 0 – 1                             | WK 2010 kwalificatie              |                                   |                                   |
| 14                                | 3 maart 2010                      | Portugal – China                  | 2 – 0                             | Vriendschappelijk                 |                                   |                                   |
| 15                                | 1 juni 2010                       | Portugal – Kameroen               | 3 – 1                             | Vriendschappelijk                 |                                   |                                   |
| 16                                | 8 juni 2010                       | Mozambique – Portugal             | 0 – 3                             | Vriendschappelijk                 |                                   |                                   |
| 17                                | 21 juni 2010                      | Portugal – Noord-Korea            | 7 – 0                             | WK 2010                           |                                   |                                   |
| 18                                | 25 juni 2010                      | Portugal – Brazilië               | 0 – 0                             | WK 2010                           |                                   |                                   |

## Erelijst
| Competitie          |         |         |         |         |
| Competitie          | Aantal  | Jaren   |         |         |
| Sevilla             | Sevilla | Sevilla | Sevilla | Sevilla |
| ------------------- | ------- | ------- | ------- | ------- |
| UEFA Cup            | 1       | 2006/07 |         |         |
| Copa del Rey        | 1       | 2006/07 |         |         |
| Supercopa de España | 1       | 2007    |         |         |
| Portugal –18        |         |         |         |         |
| EK –19              | 1       | 1999    |         |         |